# Conde do Cartaxo
Conde do Cartaxo é um título nobiliárquico criado por D. Miguel I de Portugal, por Decreto de 29 de Setembro de 1830, em favor de D. José António de Melo.
Titulares
1. D. José António de Melo, 1.º Conde do Cartaxo;
2. D. Jorge José de Melo, 2.º Conde do Cartaxo.

Após a Implantação da República Portuguesa, e com o fim do sistema nobiliárquico, usaram o título: 
1. D. José António Maria José de Melo, 3.º Conde do Cartaxo;
2. D. Jorge Fernando Maria José de Melo, 4.º Conde do Cartaxo;
3. D. José António José de Melo, 5.º Conde do Cartaxo.